# Trummsäge

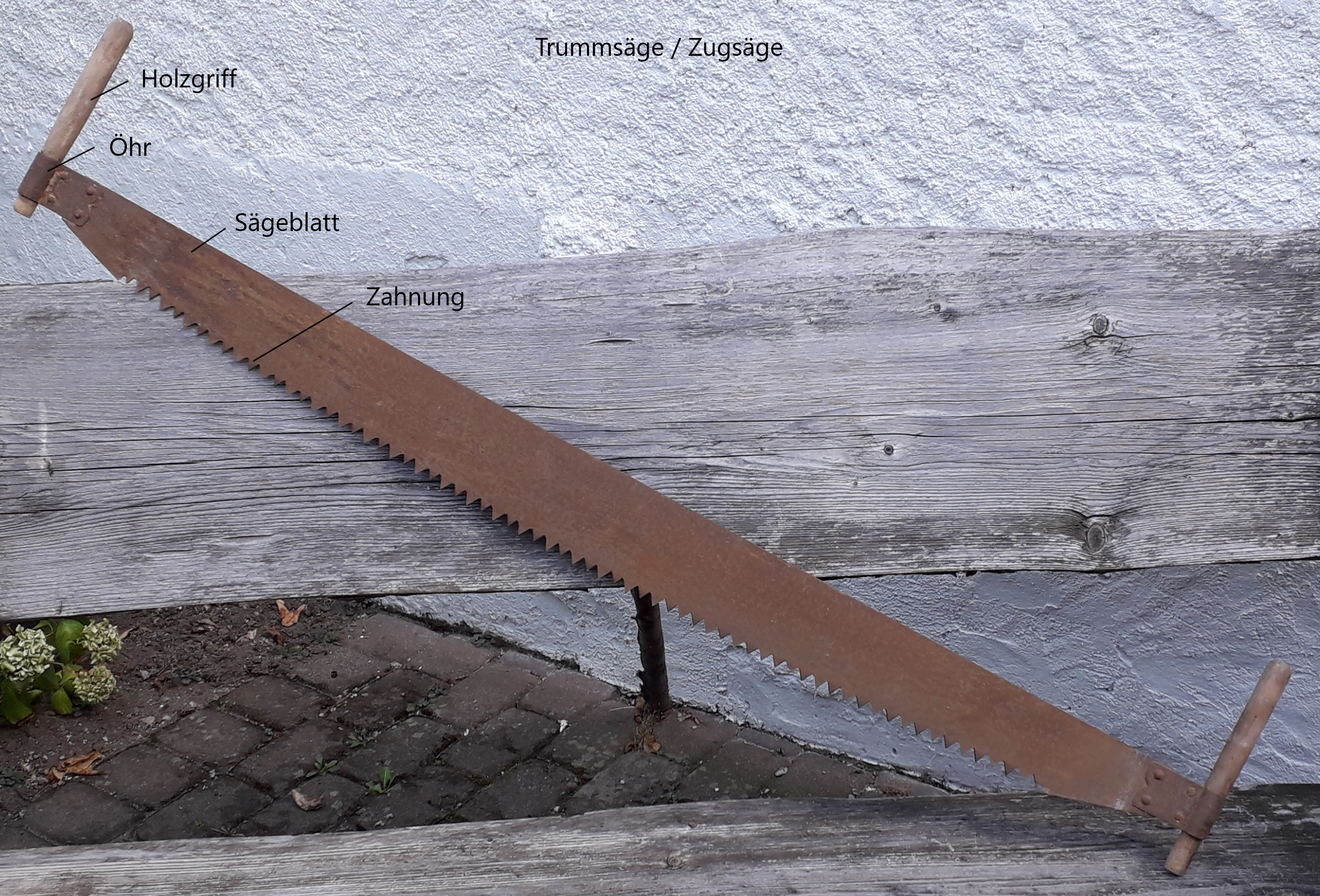
Trummsäge

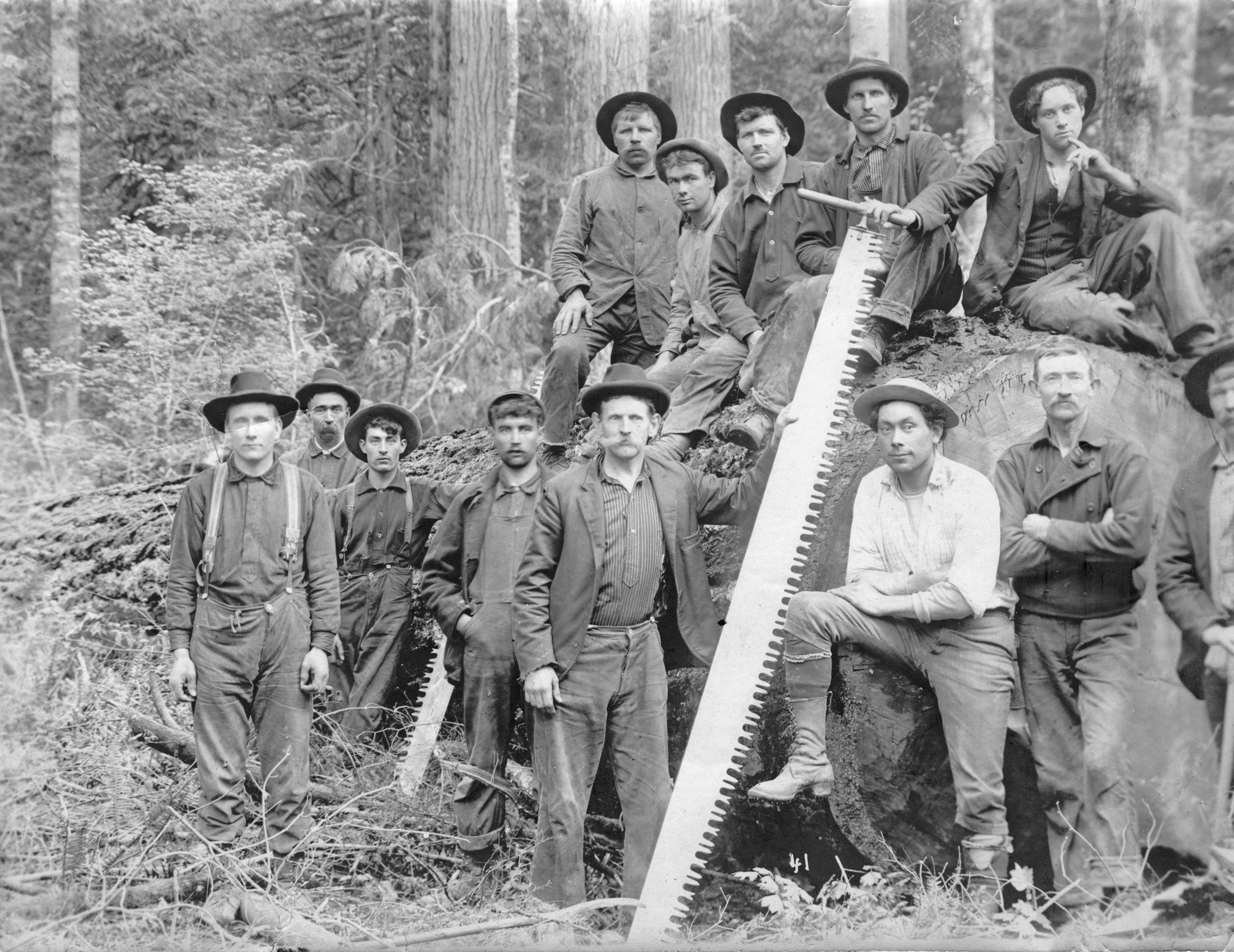
Gruppe von Holzfällern mit Trummsäge zur Bedienung von zwei Personen

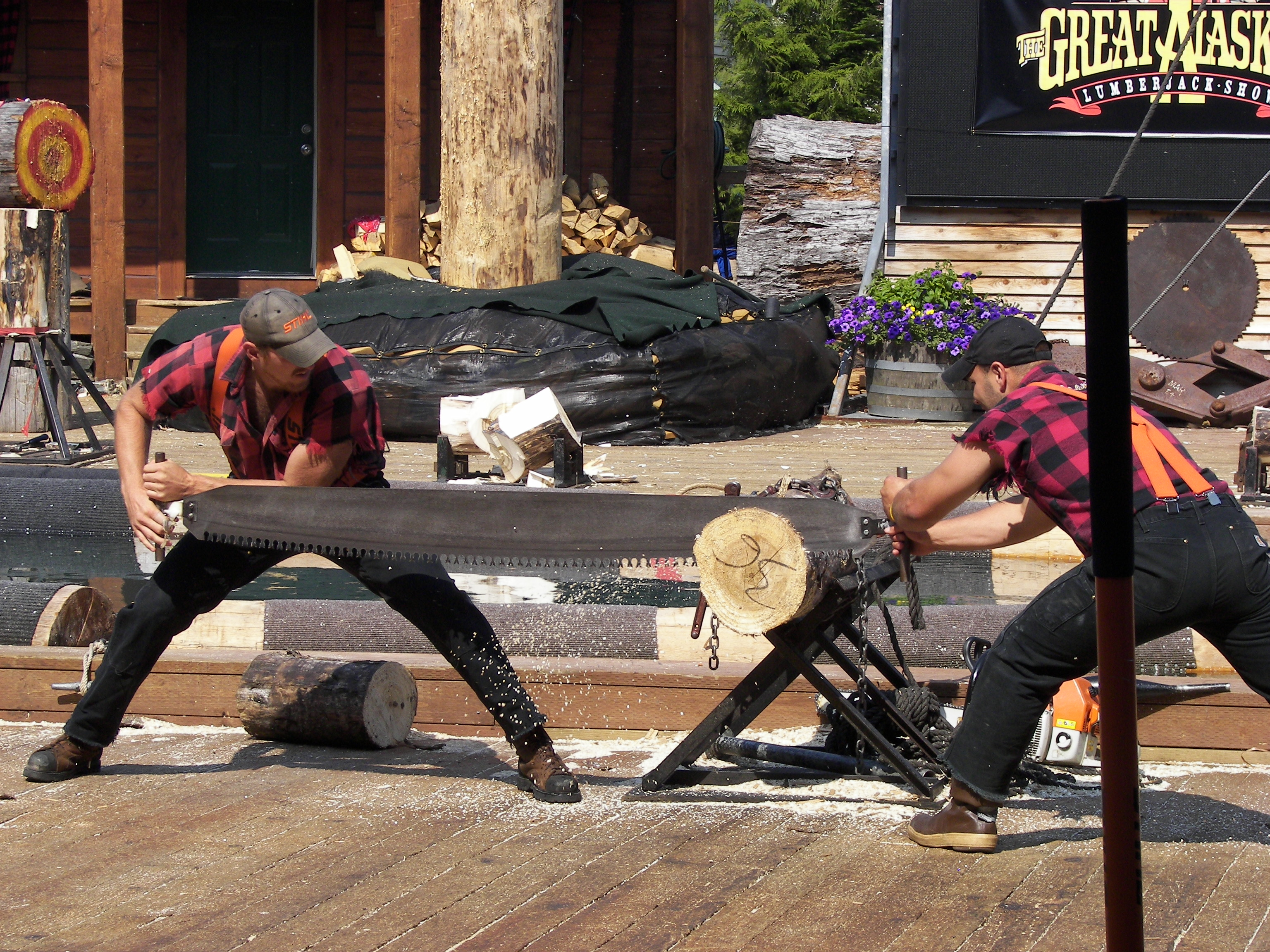
Schausägen in Alaska

Die Trummsäge (auch Zugsäge, Schrotsäge, Quersäge, Blattsäge, Bauchsäge, Abkürzsäge oder Ablängsäge) ist eine Säge für Holzfäller und Zimmerleute, mit der Balken oder Stämme gesägt werden. Da die Säge nicht in einem Gestell eingespannt ist, eine Länge von 1,20 m bis 2,00 m aufweist und eine reine Zugsäge ist, muss sie von zwei Personen bedient werden, die die Säge abwechselnd in ihre Richtung ziehen. Die Sägezähne sind deshalb auch beidseitig schräg, gefeilt oder geschliffen.